# Низкоуглеродная экономика
Низкоуглеродная экономика, декарбонизированная экономика, LCE, НЭ — экономика, основанная на низкоуглеродных источниках энергии, имеющая минимальный объем эмиссии парниковых газов в атмосферу, в частности двуокиси углерода. Эмиссия парниковых газов в результате человеческой деятельности является основной причиной наблюдаемых изменений климата с середины 20-го века. Продолжающаяся эмиссия парниковых газов может вызвать крайне нежелательные долгосрочные климатические изменения в глобальном масштабе, влекущие за собой серьезные, повсеместные и необратимые последствия для людей и экосистем.
Переход к низкоуглеродной экономике в глобальном масштабе может принести существенные выгоды как развитым, так и развивающимся странам. Многие страны по всему миру разрабатывают и реализуют стратегии развития для достижения низкого уровня эмиссии парниковых газов. Эти стратегии направлены на достижение целей социального, экономического и экологического развития при одновременном сокращении долгосрочных выбросов парниковых газов и повышении устойчивости к последствиям изменения климата.
Внедренная в глобальном масштабе низкоуглеродная экономика является необходимой предпосылкой перехода к экономике с нулевым уровнем выбросов углерода. Ожидается, что переход на возобновляемые источники энергии повлечёт далеко идущие геополитические последствия. Бывшие экспортеры ископаемого топлива потеряют геополитическое влияние, в то время как позиции бывших импортеров ископаемого топлива и стран, богатых возобновляемыми энергетическими ресурсами укрепятся.

## Обоснование и цели
Страны, стремящиеся стать низкоуглеродными или безуглеродными экономиками, принимают национальные стратегии смягчения последствий изменения климата. Всеобъемлющая стратегия смягчения последствий изменения климата заключается в обеспечении углеродной нейтральности.
Цель НЭ состоит в том, чтобы внедрить в производство, сельское хозяйство, транспорт, производство электроэнергии и т. д. технологии, которые производят энергию и материалы с небольшим выбросом парниковых газов. Также предполагается добиваться минимального объема выбросов парниковых газов при эксплуатации зданий, машин, устройств, потреблении энергии и материалов, утилизации и переработке отходов.
Экономическим стимулами для перехода к НЭ являются торговля эмиссионными квотами и/или углеродный налог. Другими мерами экономического стимулирования перехода к НЭ являются государственные закупки экологичной продукции, государственные инвестиции в экологичную инфраструктуру и т. д.
Некоторые страны в настоящее время уже имеют низкоуглеродную экономику: общества, которые не являются сильно промышленно развитыми или населенными. Чтобы избежать изменения климата на глобальном уровне, все страны, имеющие углеродоемкие экономики и высокую плотность населения, должны стремится стать странами с нулевым уровнем выбросов углерода. Система торговли выбросами ЕС позволяет компаниям покупать международные углеродные кредиты, таким образом, компании могут направлять чистые технологии для поощрения других стран к внедрению низкоуглеродных разработок.
Предыдущие исследования показали, что в Китае инвестиции в «зеленые» проекты снижают краткосрочные и долгосрочные уровни выбросов углерода. Напротив, добыча природных ресурсов, развитие финансового сектора и инвестиции в энергетику увеличивают выбросы углекислого газа в краткосрочной и долгосрочной перспективе.
В России в 2021 г. подготовлен проект «Стратегии долгосрочного развития Российской Федерации с низким уровнем выбросов парниковых газов до 2050 года». По ее базовому сценарию, к 2030 г. намечено достичь углеродных выбросов 67 % от уровня 1990 г., а к 2050 г. 64 %.
Сахалинская область наметила цель достичь углеродной нейтральности к 2025 г.